# Ataque al autobús del Borussia Dortmund
El 11 de abril de 2017, a minutos del inicio del partido de fútbol de los cuartos de final de la UEFA Champions League, se reportó una explosión cerca del autobús del club de fútbol alemán Borussia Dortmund. El autobús viajaba al Estadio Westfalenstadion para el partido de ida de los cuartos de final contra el Association Sportive de Monaco Football Club en la Liga de campeones.
La policía alemana lo estuvo investigando como un intento de asesinato y como un ataque terrorista con posible participación islamista. A través de sus redes sociales, el club alemán y la policía germana, dieron a conocer el incidente que se dio a 10 km del Estadio Dortmund. En el atentado quedó herido levemente el futbolista español del equipo Marc Bartra.
La policía encontró una carta de confesando el hecho en la escena del crimen, con clara tendencia islamista radical. Finalmente encontraron culpable a un ciudadano alemán identificado como Sergej W. de 28 años de edad, condenándolo por intento de asesinato en 28 casos. La sentencia es inferior a la petición de la fiscalía, que solicitaba cadena perpetua por el ataque.

## Hechos
El autobús del equipo del Borussia Dortmund fue atacado con tres explosivos ocultos mientras se dirigía a Westfalenstadion en Dortmund. Las bombas se escondieron en los setos y detonaron alrededor de las 19:15 hora local (UTC + 2). Marc Bartra, futbolista español y miembro del equipo, resultó herido por la metralla que llevaban dentro los explosivos y que travesó el cristal del autobús impactando en el brazo del jugador español. Fue llevado a un hospital cercano donde su muñeca izquierda fue operada inmediatamente ya que se fracturó un brazo. Un policía sufrió lesiones por explosión y el shock, pues conducía delante del autobús cuando ocurrió el ataque. En ese momento, el autobús se dirigía a la primera etapa de los cuartos de final de la UEFA Champions League 2016/17 contra el AS Monaco FC en el Westfalenstadion
Las explosiones se registraron cuando el vehículo circulaba por la zona de Dortmund-Höchsten, donde se encuentra el hotel de concentración del equipo de Thomas Tuchel. La expedición del Borussia regresó de inmediato a su hotel de concentración.

### Suspensión del partido
El Borussia Dortmund anunció la suspensión del encuentro de ida de los cuartos de final de la Liga de Campeones de la UEFA 2016-17, que tendría que disputar ante el Mónaco, por la explosión en el autobús del conjunto germano antes del inicio del choque. El Borussia, el Mónaco y la UEFA, de mutuo acuerdo, había decretado el aplazamiento hasta este miércoles 12 de abril de 2017.

## Investigación
La policía de Dortmund (oeste de Alemania) confirmó que las explosiones registradas este martes junto al autobús del equipo de fútbol del Borussia Dortmund fueron «un ataque con artefactos explosivos que debe ser tomado en serio». Según señaló en un comunicado sin ofrecer detalles sobre el trasfondo o posibles autores del ataque, los artefactos podían estar escondidos en un seto en las cercanías de un aparcamiento. La policía alemana acordonó la zona mientras se continuó con la investigación de los hechos y se hizo volar un dron por los alrededores para recoger posibles pistas.
La policía y fiscales alemanes lo estuvieron tratando como un intento de asesinato y ataque planificado contra el Borussia Dortmund. La policía encontró cuatro cartas de confesión, tres en la escena del crimen (que reclaman un motivo islámico) y uno en Internet (que se cobró un motivo «antifascista»). Esta última se considera falsa. El portavoz de la Fiscalía Federal alemana dijo que el ataque fue un acto de terrorismo con posible participación islamista.

### Carta y Hallazgo de otra bomba
La Policía de Dortmund confirmó, en rueda de prensa, el hallazgo tres textos en las inmediaciones de las explosiones contra el autobús del Borussia que se responsabiliza de la autoría de las mismas, además de otro artefacto que no llegó a estallar.
Según el medio alemán Süddeutsche Zeitung, en la nota se indicaba que la acción contra el autobús del equipo de fútbol era una respuesta a las operaciones militares de Alemania contra Daesh en Siria. El escrito comienza con referencias a «Alá, el clemente, el misericordioso», alude al atentado yihadista registrado en diciembre en un mercadillo navideño de Berlín y denuncia que aviones Tornado alemanes participan en el asesinato de musulmanes en el califato de Daesh. Por ese motivo, continúa, deportistas y personalidades de «Alemania y otros países de la cruzada» están en la lista de objetivos del EI hasta que los Tornado sean retirados y se cierre la base estadounidense situada en Ramstein (suroeste de Alemania).
La policía alemana investigó por tanto si las tres explosiones fueron un ataque islamista, pero tampoco descartó que los autores hayan tratado de dejar una pista falsa. De hecho, Focus online magazine apunta a que hay un segundo mensaje publicado en una web antifascista. En dicho portal se explica que el acto fue en represalia por la «suave actitud» del club de fútbol hacia los aficionados del Dortmund neonazis y racistas. Según informó el diario Die Welt, la Fiscalía federal ha asumido la investigación y la Oficina Federal de Investigación Criminal (BKA) ha constituido una unidad de crisis en Berlín.

#### Nota Completa del Texto
En nombre de Alá, el misericordioso, el benévolo, doce infieles fueron matados en Alemania por nuestros benditos hermanos. Pero por lo visto, a ti, Merkel, no te importan tus sucios súbditos. Tus Tornados (aviones de combate) siguen volando sobre el suelo del «califato» para asesinar a musulmanes. Pero permaneceremos firmes por la gracia de Alá.

A partir de ahora, todos los infieles actores, cantantes, deportistas y la totalidad de las personalidades en Alemania y otras naciones de los cruzados están ya en las listas de la muerte del Estado Islámico. Y lo seguirán estando mientras no sean cumplidas las siguientes exigencias:
- que se retiren los Tornados de Siria

- que se cierre la base aérea de Rammstein.

### Detenciones
La Policía alemana detuvo a un islamista de origen iraquí como principal sospechoso del atentado contra el autobús del Borussia Dortmund. Su detención se produjo después de que apareciera una carta de reivindicación de la autoría del ataque del martes contra el equipo alemán. En ella ya se advertía de que deportistas, cantantes y actores son objetivo ahora del grupo terrorista Estado Islámico. Según informan medios alemanes, el detenido fue un iraquí de 25 años residente en la ciudad de Wuppertal, cercana a Dortmund. El detenido pertenecía a círculos fundamentalistas islámicos de la región, al igual que un segundo sospechoso, un alemán de 28 años de la localidad de Fröndeberg. Ambos estuvieron bajo sospecha de simpatizar con la milicia terrorista Estado Islámico (EI). Las viviendas de ambos fueron registradas por la Policía.
Las autoridades judiciales alemanas solicitaron prisión para el iraquí detenido tras el atentado contra el Borussia Dortmund por haber combatido presuntamente en las filas del Estado Islámico (EI) en Irak, aunque admitió que no ha hallado ninguna prueba de que participara en el ataque contra el club de fútbol germano.

## Reacciones y Consecuencias

### Resultado del juego
El juego se realizó el día siguiente. Con doblete de Mbappé y autogol de Bender, AS Monaco F.C. logró una gran victoria en el Westfalenstadion. Borussia Dortmund descontó gracias a los tantos de Kagawa y Dembélé. El Partido quedó 3-2.

### Aficiones
Durante unas horas el pánico se extendió por Dortmund. Se destacó el ejemplar comportamiento de las aficiones. Especialmente la alemana; muchos de los seguridores del Borussia ofrecieron alojamiento en sus casas a los del Mónaco.
La previa al encuentro que enfrentó al Borussia Dortmund ante el Mónaco dejó imágenes de lo más emotivas. El autobús alemán sufrió un ataque mientras se encontraba de camino a su estadio, el jugador Marc Bartra resultó herido en su muñeca y tuvo que ser trasladado al hospital. La afición monegasca se hermanó con la del Dortmund como homenaje al jugador catalán.
Las aficiones demostraron una gran camaradería y un mensaje contra el Terrorismo.

### Reacción de la canciller alemana
La canciller alemana, Angela Merkel, se declaró horrorizada por el ataque con explosivos contra el autobús del club de fútbol Borussia Dortmund y destacó que las autoridades están haciendo «todo lo posible» por esclarecer «cuanto antes» lo sucedido.

### España
El presidente del Gobierno Español Mariano Rajoy mostró su preocupación y seguimiento de a la salud del jugador español Marc Bartra. El FC Barcelona club donde a través de Twitter, también mostró su apoyo a Bartra y al Borussia Dortmund.Diego Simeone director técnico del Atlético Madrid quedó sin palabras y demostró su preocupación.

### Marc Bartra
El jugador español Marc Bartra recibió el alta hospitalaria después de ser operado con éxito de una fractura del radio a la altura de la muñeca derecha, una lesión que se produjo en el ataque que sufrió el autobús de su equipo, el Borussia de Dortmund, el martes 11 de abril de 2017 por la tarde, cuando se dirigían hacia su estadio para disputar el encuentro de Champions contra el Mónaco. El propio Bartra se encargó de tranquilizar a sus fanes con un mensaje en Twitter y en Instagram, donde publicó una foto con sus vendajes.

### Críticas por la realización del juego

#### Jugadores delBorussia Dortmund
Los jugadores del Borussia Dortmund criticaron que se haya jugado el Borussia - Mónaco un día después del atentado. Sokratis y Ginter dieron duro comentarios contra la UEFA por el poco tacto hacia la plantilla.

#### Director técnico delBorussia Dortmund
El entrenador del Borussia Dortmund, Thomas Tuchel, reiteró sus críticas por el hecho de que el partido contra el Mónaco, suspendido el día anterior por el ataque contra el autobús de su plantilla, se celebrara el siguiente día, apenas 24 horas después de lo que, según la Fiscalía, fue presuntamente un atentado islamista.
«El tiempo es importante para superar eso. Ahora queremos concentrarnos en lograr que el equipo consiga el objetivo de jugar la semifinal, para lo que tenemos que estar en el mejor nivel», indicó el técnico, al término del encuentro, que tuvo lugar bajo reforzadas medidas de seguridad.

#### Lothar Matthäus
Lothar Matthaus, Campeón del Mundo con la Selección de fútbol de Alemania en Italia 90, calificó como «incomprensible» la decisión de la UEFA de celebrar el juego entre Borussia Dortmund y Association Sportive de Monaco Football Club después del atentado.

## Sergej W.
El único detenido como presunto y principal sospechoso del ataque contra el autobús del equipo de fútbol alemán Borussia Dortmund, en prisión preventiva desde el 21 de abril de 2017, fue el joven Sergej W., electricista ruso-alemán de 28 años, En un principio, se creyó que se trataba de un atentado terrorista, pero días posteriores se dio con la captura de Sergej W., a quien se le encontró con un comportamiento inusual cerca del lugar del hecho, lo que también fue detectado por las cámaras de seguridad. De acuerdo a la información oficial, suministrada por la Fiscalía Alemana en un comunicado, el ataque no tiene connotaciones políticas sino que está relacionado con especulaciones bursátiles. El acusado, Sergej W., adquirió el mismo día del atentado, el 11 de abril, 15 000 opciones de compra de acciones del Dortmund, el único club de la Bundesliga Alemana que cotiza en bolsa. Los valores tenían vigencia hasta el 17 de junio y el comprador especulaba aparentemente con una caída de la cotización de los valores como consecuencia de los hechos. Por medio de su abogado negó ser la persona responsable del ataque.
El 27 de noviembre de 2018, Sergej W. fue declarado culpable de intento de asesinato en 28 casos. La sentencia es inferior a la petición de la fiscalía, que solicitaba cadena perpetua por el ataque.